# 溫切斯特 (加利福尼亞州)
溫切斯特（英語：Winchester）是位於美國加利福尼亞州河濱縣的一個人口普查指定地區。

## 地理
溫切斯特的座標為33°42′08″N 117°05′13″W / 33.70222°N 117.08694°W，而該地最高點為海拔高度449米（即1473英尺）。

## 人口
根據2010年美國人口普查的數據，溫切斯特的面積為20.025平方千米，均為陸地。當地共有人口2534人，而人口密度為每平方千米126人。